# Съдърланд Глобъл Сървисиз България
„Съдърланд Глобъл Сървисиз България“ ЕООД е българско предприятие за аутсорсинг на бизнес процеси със седалище в София, част от базираната в Съединените щати група „Съдърланд Глобъл Сървисиз“, която е създадена от бизнесмена от индийски произход Дилип Велоди.
Регистрирано е на 23 юни 2008 година и се занимава главно с обслужване на връзките с клиенти на други предприятия. По оценка на „Форбс България“ в началото на 2024 година „Съдърланд Глобъл Сървисиз България“ е 38-ият по големина частен работодател в страната с 1856 служители и втори по значение сред аутсорсинг компаниите след „Телъс Интернешънъл Европа“. Към 2021 година има приходи от основната си дейност от 131 милиона лева и печалба от 11,4 милиона лева, като поддържа свои офиси в София, Варна и Бургас.